# Alejandra Howard
Alejandra Howard (* 9. Februar 2010 in Barcelona) ist eine amerikanisch-spanische Schauspielerin.

## Leben und Karriere
Howard wurde als Tochter eines US-amerikanischen Vaters und einer spanischen Mutter in Barcelona geboren. Ihr debüt gab sie 2019 in dem Kurzfilm White Room. Ihren Durchbruch hatte sie 2020 in der portugiesisch-US-amerikanischen Koproduktion Das Wunder von Fatima – Moment der Hoffnung. Anschließned war sie im selben Jahr in The Barcelona Vampiress zu sehen. 2021 trat sie in Die Einöde auf. Außerdem spielte sie 2023 in Bird Box: Barcelona mit.

## Filmografie
Filme
- 2019: White Room
- 2020: Das Wunder von Fatima – Moment der Hoffnung (Fatima)
- 2020: The Barcelona Vampiress (La vampira de Barcelona)
- 2021: Die Einöde (El páramo)
- 2023: Bird Box: Barcelona